# Yandun (köping i Kina)
Yandun (kinesiska: 烟墩镇, 烟墩) är en köping i Kina. Den ligger i den autonoma regionen Guangxi, i den södra delen av landet, omkring 87 kilometer sydost om regionhuvudstaden Nanning. Antalet invånare är 53864. Befolkningen består av 26 006 kvinnor och 27 858 män. Barn under 15 år utgör 35 %, vuxna 15-64 år 54 %, och äldre över 65 år 10,0 %.
Genomsnittlig årsnederbörd är 2 386 millimeter. Den regnigaste månaden är juli, med i genomsnitt 436 mm nederbörd, och den torraste är januari, med 40 mm nederbörd.